# Velká Británie na Letních olympijských hrách 1984
Velkou Británii na Letních olympijských hrách v roce 1984 v americkém Los Angeles reprezentovalo 337 sportovců (229 mužů a 108 žen) ve 20 sportovních odvětvích.

## Medailová umístění
| Medaile | Jméno | Sport             | Disciplína                                                |
| ------- | --- | ----------------- | --------------------------------------------------------- |
| Zlato   | Sebastian Coe | Atletika          | Muži běh na 1 500 m                                       |
| Zlato   | Daley Thompson | Atletika          | Muži desetiboj                                            |
| Zlato   | Tessa Sandersonová | Atletika          | Ženy hod oštěpem                                          |
| Zlato   | Richard Budgett Martin Cross Adrian Ellison Andy Holmes Steve Redgrave | Veslování         | Muži čtyřka s kormidelníkem                               |
| Zlato   | Malcolm Cooper | Sportovní střelba | Muži 50 metrů libovolná malorážka 3×40 ran polohový závod |
| Stříbro | Sebastian Coe | Atletika          | Muži běh na 800 m                                         |
| Stříbro | Steve Cram | Atletika          | Muži běh na 1 500 m                                       |
| Stříbro | Mike McLeod | Atletika          | Muži běh na 10 000 m                                      |
| Stříbro | Kriss Akabusi Todd Bennett Phil Brown Garry Cook | Atletika          | Muži štafeta 4 × 400 m                                    |
| Stříbro | David Ottley | Atletika          | Muži hod oštěpem                                          |
| Stříbro | Wendy Smithová-Slyová | Atletika          | Ženy běh na 3 000 m                                       |
| Stříbro | Shirley Strongová | Atletika          | Ženy 100 m překážek                                       |
| Stříbro | Diana Clapham Lucinda Green Virginia Holgateová Ian Stark | Jezdectví         | Jezdecká všestrannost – družstva                          |
| Stříbro | Timothy Grubb Steven Smith John Whitaker Michael Whitaker | Jezdectví         | Parkurové skákání – družstva                              |
| Stříbro | Neil Adams | Judo              | Muži do 78 kg                                             |
| Stříbro | Sarah Hardcastle | Plavání           | Ženy 400 m volný způsob                                   |
| Bronz   | Charlie Spedding | Atletika          | Muži maratonský běh                                       |
| Bronz   | Keith Connor | Atletika          | Muži trojskok                                             |
| Bronz   | Kathy Smallwoodová-Cooková | Atletika          | Ženy běh na 400 m                                         |
| Bronz   | Beverley Goddard-Callender Heather Hunte Simmone Jacobs Kathy Smallwoodová-Cooková | Atletika          | Ženy štafeta 4 × 100 m                                    |
| Bronz   | Susan Hearnshawová | Atletika          | Ženy skok daleký                                          |
| Bronz   | Fatima Whitbreadová | Atletika          | Ženy hod oštěpem                                          |
| Bronz   | Robert Wells | Box               | Muži váha supertěžká nad 91 kg                            |
| Bronz   | Virginia Holgateová | Jezdectví         | Jezdecká všestrannost – jednotlivci                       |
| Bronz   | Ian Taylor Stephen Martin Paul Barber Robert Cattrall Jon Potter Richard Dodds William McConnell Norman Hughes David Westcott Richard Leman Stephen Batchelor Sean Kerly James Duthie Kulbir Bhaura Mark Precious | Pozemní hokej     | Turnaj mužů                                               |
| Bronz   | Neil Eckersley | Judo              | Muži do 60 kg                                             |
| Bronz   | Kerrith Brown | Judo              | Muži do 71 kg                                             |
| Bronz   | Michael Sullivan | Sportovní střelba | Muži 50 metrů libovolná malorážka 60 ran vleže            |
| Bronz   | Alister Allan | Sportovní střelba | Muži 50 metrů libovolná malorážka 3×40 ran polohový závod |
| Bronz   | Barry Dagger | Sportovní střelba | Muži 10 metrů vzduchová puška                             |
| Bronz   | Neil Cochran | Plavání           | Muži 200 m polohový závod                                 |
| Bronz   | Andrew Astbury Neil Cochran Paul Easter Paul Howe | Plavání           | Muži štafeta 4 × 200 m volný způsob                       |
| Bronz   | June Croft | Plavání           | Ženy 400 m volný způsob                                   |
| Bronz   | Sarah Hardcastle | Plavání           | Ženy 800 m volný způsob                                   |
| Bronz   | David Mercer | Vzpírání          | Muži do 90 kg                                             |
| Bronz   | Noel Loban | Zápas             | muži, volný styl do 90 kg                                 |
| Bronz   | Peter Allam Jonathan Richards | Jachting          | Muži třída Flying Dutchman                                |